# Franz Jakob Freystadtler
Franz Jakob Freystadtler (Salzburg, 13 de setembre de 1768 - Viena, 1 de desembre de 1841) fou un organista i compositor austríac.
Primerament fou infant de cor de la capella del príncep, després estudià amb G. Lipp, segon organista de la cort, i als catorze anys ja es trobava en disposició de suplir al seu mestre. Després de romandre poc temps a Múnic, es traslladà a Viena, on es donà a conèixer amb la protecció del seu Mozart, i per espai de mig segle fou un dels professors més distingits de la capital austríaca.
Entre les seves nombroses composicions, mereixen mencionar-se les titulades:
- El setge de Belgrad;
- La muntanya, el mig-dia i la tarda;
- una sonata per a clavecí i violí;
- 6 cançons alemanyes (lieder) amb acompanyament de piano;
- 14 Variacions;
- 6 Sonatines;
- Variacions vers un tema popular;
- diversos Estudis per a piano.